# جون ميد فولكنر
جون ميد فولكنير أو باختصار ج. م. فولكنير (8 مايو 1858-22 يوليو 1932) كان روائي وشاعر انجلترا، اشتهر جون عام 1898 من خلال رواية مون فليت، وكان أيضا رجل أعمال ناجح للغاية، أصبح رئيس مجلس إدارة شركة تصنيع السلاح ارمسترونغ يتتورث خلال الحرب العالمية الأولى